# Gyrus occipital inférieur
Le gyrus occipital inférieur O3 est un gyrus de la face externe du lobe occipital du cortex cérébral.
Cette petite circonvolution est en position horizontale antéro-postérieure.
Elle a pour limite supérieure le sillon occipital inférieur et forme généralement la limite inférieure de la face externe des hémisphères.
|                                     |                             |
| Face externe de l'hémisphère gauche | Face postérieure du cerveau |